# Przejście graniczne Korczowa-Krakowiec
Przejście graniczne Korczowa-Krakowiec – polsko-ukraińskie drogowe przejście graniczne położone w województwie podkarpackim, w powiecie jarosławskim, w gminie Radymno, w miejscowości Korczowa. Do przejścia dochodzą polska autostrada A4 oraz droga krajowa 94 i ukraińska droga międzynarodowa M10 (w przyszłości autostrada M10).

## Opis
Drogowe przejście graniczne Młyny, początkowo zostało utworzone wyłącznie dla uproszczonego ruchu granicznego. Dopuszczony był ruch osobowy na podstawie przepustek dla obywateli Polski i Ukrainy. Organy Straży Granicznej dokonywały odprawy granicznej i celnej. Następnie dzięki umowie między Rządem Rzeczypospolitej Polskiej a Rządem Ukrainy, 3 stycznia 1998 r. utworzono ogólnodostępne przejście graniczne Korczowa-Krakowiec. Czynne jest przez całą dobę. Dopuszczony jest ruch osób oraz środków transportowych i od 15 lutego 2000 r. towarów niezależnie od przynależności państwowej oraz początkowo na podstawie przepustek uproszczony ruch graniczny, a następnie zmieniono na mały ruch graniczny. Przejście graniczne obsługuje Placówka Straży Granicznej w Korczowej.
12 maja 2016 w pobliżu przejścia granicznego zostało otwarte centrum logistyczne Waimea Logistic Park Korczowa.

### Przejście graniczne polsko-radzieckie
W okresie istnienia Związku Radzieckiego od 24 stycznia 1986 zaczął funkcjonować tu polsko-radziecki Punkt Uproszczonego Przekraczania Granicy Młyny-Krakowiec. Przekraczanie granicy odbywało się na podstawie przepustek. Organy Wojsk Ochrony Pogranicza wykonywały odprawę graniczną i celną.

Przejście graniczne Korczowa-Krakowiec
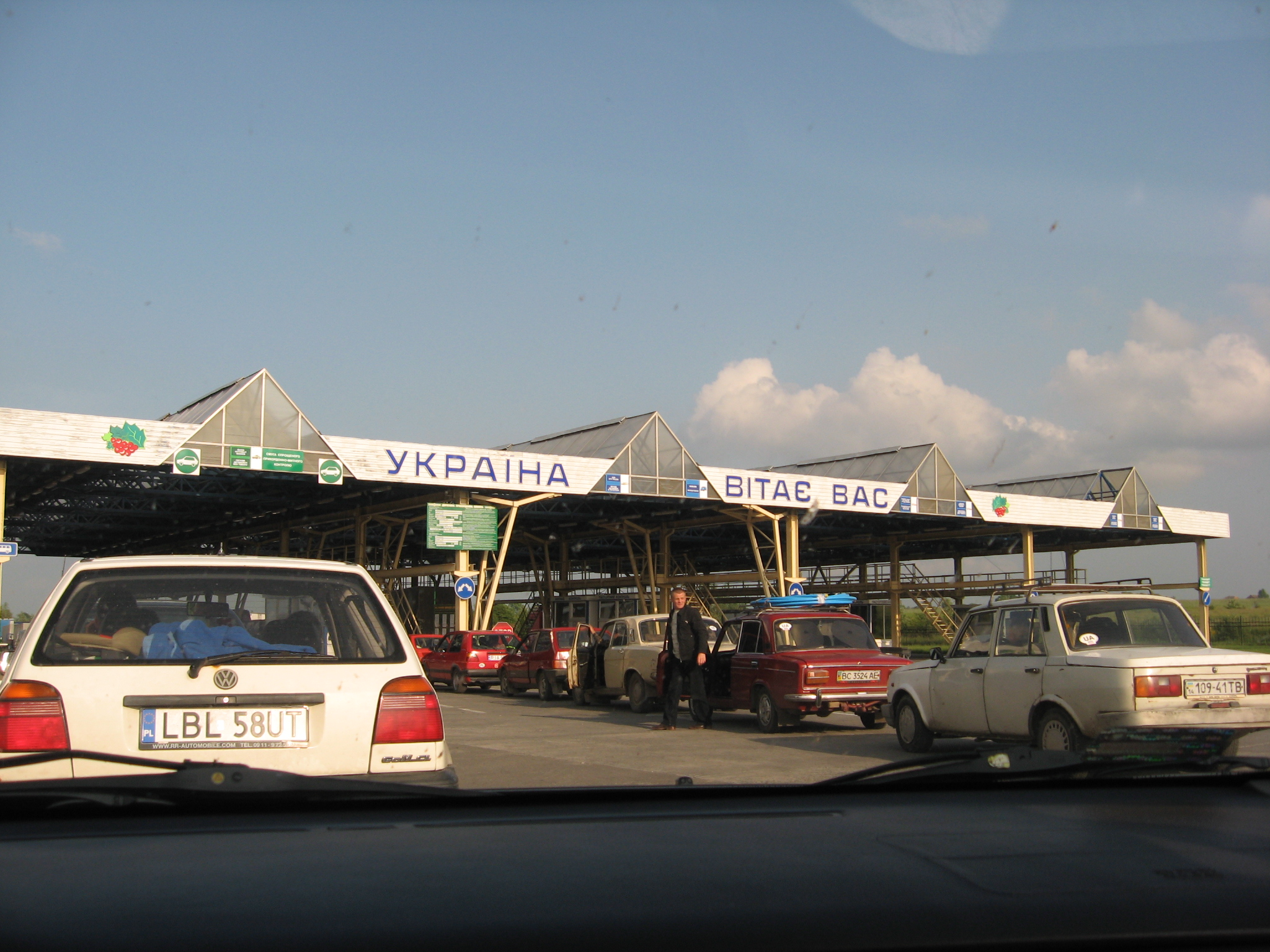
Wjazd od strony polskiej (2008)
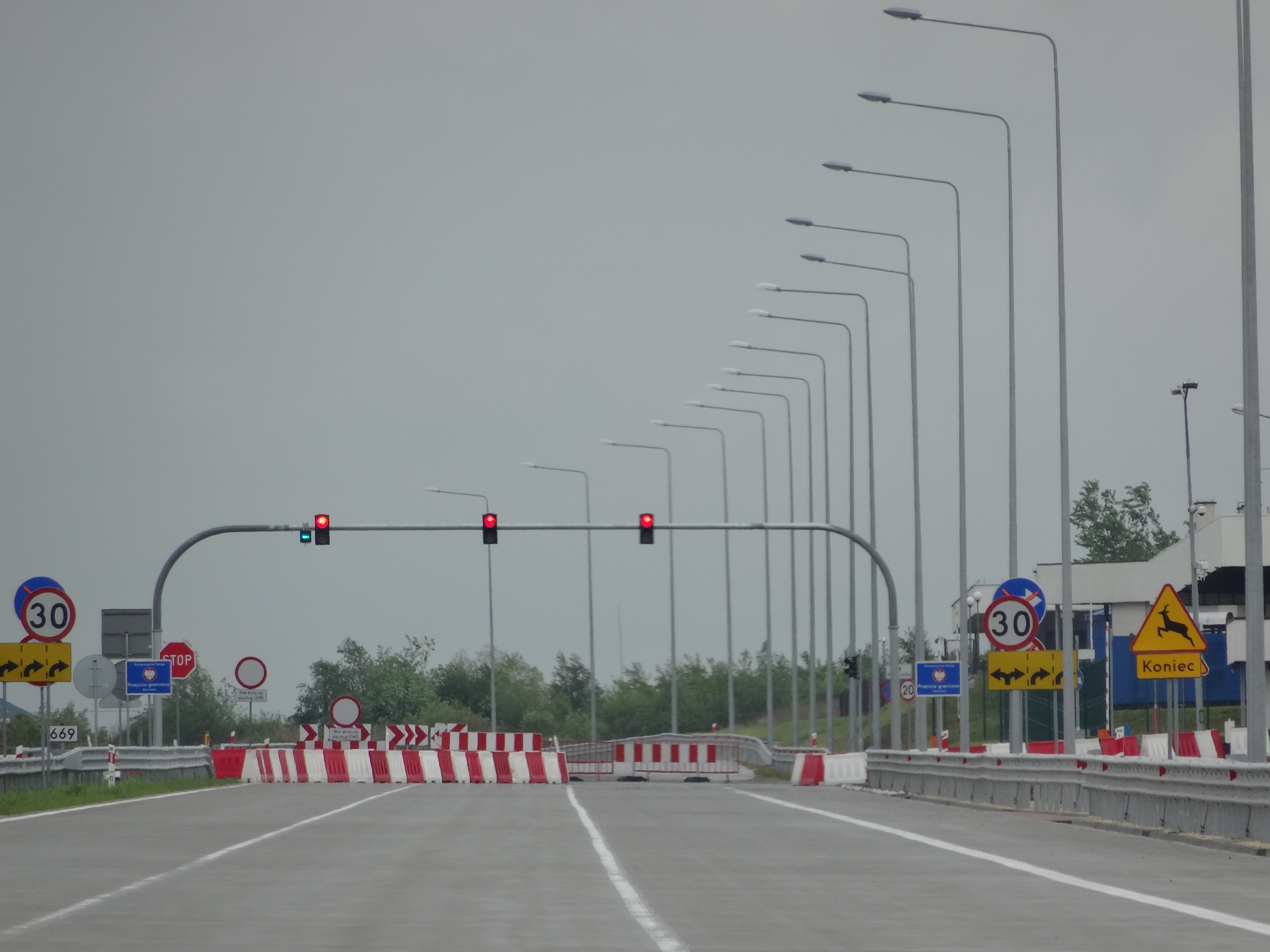
Wjazd z Autostrady A4 (2014)